# Лучан Синмертян
Лучан Синмертян (рум. Lucian Sânmărtean, нар. 13 березня 1980, Бистриця) — румунський футболіст, півзахисник клубу «Стяуа» та національної збірної Румунії.
Чемпіон Греції. Володар Кубка Греції. Чемпіон Румунії.

## Клубна кар'єра
Народився 13 березня 1980 року в місті Бистриця. Вихованець футбольної школи клубу «Глорія» (Бистриця). Дорослу футбольну кар'єру розпочав 1998 року в основній команді того ж клубу, проте основним гравцем став лише з сезону 2000/01. Всього провів за рідну команду п'ять сезонів, взявши участь у 88 матчах чемпіонату і у 2000 році допоміг клубу виграти кубок румунської ліги, забивши один з післяматчевих пенальті у фіналі проти «Бакеу» (2:2, 3:1 пен.).
Своєю грою за цю команду привернув увагу представників тренерського штабу клубу «Панатінаїкос», до складу якого приєднався влітку 2003 року за 900 тис. євро, підписавши контракт на три роки. Синмертян дебютував у чемпіонаті Греції 24 серпня в виграному матчі проти «Шкоди Ксанті» (1:0). Свій перший гол за новий клуб забитв в Кубку Греції, 17 грудня в матчі проти ОФІ. 14 березня 2004 року Синмертян забив свій перший і єдиний гол в Альфа Етнікі, проти «Паніоніоса». У своєму першому сезоні в Греції Синмертян виграв національний чемпіонат та кубок. Проте пізніше у румуна відбувся конфлікт з новим тренером команди Альберто Малезані, після чого він не грав в будь-яких матчах протягом двох років, поки не розірвав контракт з «Панатінаїкосом» в грудні 2006 року.
15 лютого 2007 року підписав короткостроковий контракт з нідерландським «Утрехтом» з можливістю продовження ще на два роки. Проте в Ередивізі через травми виходив на поле дуже рідко і 31 серпня 2008 року розірвав контракт з клубом за обопільної згоди.

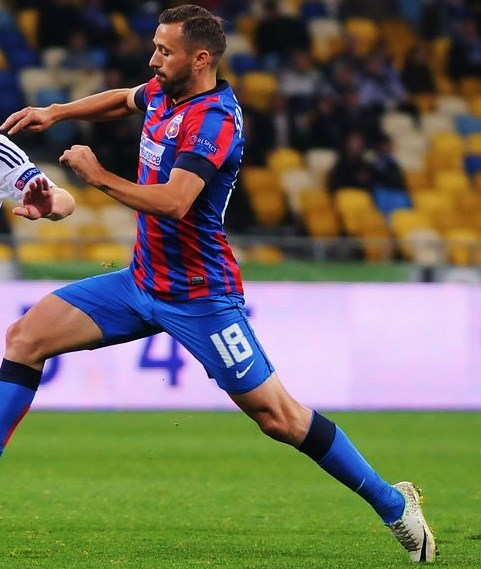
Лучан Синмертян під час виступів за «Стяуа». 5 жовтня 2014 року

Ставши вільним агентом, Синмертян повернувся в Бистрицю. З 8 січня 2009 року почав тренуватися з першою командою «Глорії» (Бистриця). 25 лютого підписав контракт терміном на шість місяців зі своєю рідною командою. 23 травня Лучан зіграв свій сотий матч в Лізі I за «Глорію». У липні «Стяуа» висловила зацікавленість в плеймейкері, але суперечки, пов'язані із заробітною платою в столичному клубі переконали його продовжити контракт із «Глорією».
З приходом на тренерський місток Флоріна Халагяна, Синмертян отримав капітанську пов'язку. Проте вже 3 грудня, після конфлікту з менеджером команди, Лучан розірвав свій контракт з клубом.
11 лютого Лучан разом зі своїм братом Діну Синмертяном підписав контракт на два з половиною роки з «Васлуєм». У складі нового клубу, на відміну від брата, швидко став основним гравцем команди, де і провів наступні чотири роки своєї кар'єри гравця.
10 лютого 2014 року підписав контракт з румунським чемпіоном «Стяуа», ставши одним з найбільш високооплачуваних гравців у цій команді, разом з його партнером по нападу Клаудіу Кешеру. В першому ж сезоні Синмертян забив 2 голи в 12 матчах і допоміг столичному клубу виграти національний чемпіонат. Наразі встиг відіграти за бухарестську команду 21 матч в національному чемпіонаті.

## Виступи за збірну
20 листопада 2002 року дебютував в офіційних матчах у складі національної збірної Румунії в товариському матчі проти збірної Хорватії (0:1). Наразі провів у формі головної команди країни 9 матчів.

## Титули і досягнення
- Володар Кубка румунської ліги (1):

«Глорія» (Бистриця): 2000
- Чемпіон Греції (1):

«Панатінаїкос»: 2003-04
- Володар Кубка Греції (1):

«Панатінаїкос»: 2003-04
- Чемпіон Румунії (2):

«Стяуа»: 2013-14, 2014-15